# بني الجابري (ريمة)

تعديل مصدري - تعديل

قرية بني الجابري  هي إحدى قرى عزلة بني نفيع الواقعة ضمن مديرية السلفيةالتابعة لمحافظة ريمة،
بلغ تعداد سكانها (628) نسمة حسب تعداد اليمن لعام 2004.

## روابط خارجية
- الدليل الشامــل